# Präsident der Republik Kosovo
Der Präsident der Republik Kosovo (albanisch Presidenti i Republikës së Kosovës; serbisch Председник Републике Косова Predsednik Republike Kosova) ist das Staatsoberhaupt der Republik Kosovo und repräsentiert laut Verfassung die Einheit des Volkes.
Seit der Wahl zur Präsidentin der Republik Kosovo am 4. April 2021 bekleidet Vjosa Osmani dieses Amt.

## Wahl
Zu einer Präsidentschaftswahl kann jeder kosovarische Bürger antreten, der älter als 35 Jahre ist und von mindestens 30 Abgeordneten im Parlament unterstützt wird. Die geheime Wahl darf nicht später als 30 Tage vor Ablauf der Amtszeit des momentanen Präsidenten stattfinden. Gewählt ist der Kandidat mit der Zweidrittelmehrheit der Stimmen der Mitglieder des Parlaments. Falls nach zwei Wahlgängen immer noch kein Kandidat die Wahl gewonnen hat, wird ein dritter Wahlgang durchgeführt, in dem die beiden Kandidaten mit den meisten Stimmen im vorherigen Wahlgang gegeneinander antreten und derjenige gewählt wird, der die absolute Mehrheit im Parlament erlangt. Falls der dritte Wahlgang auch zu keinem Resultat führt, wird das Parlament aufgelöst und innerhalb von 45 Tagen wird ein neues Parlament gewählt.

## Pflichten und Befugnisse
Der Präsident der Republik Kosovo übt neben repräsentativen auch viele exekutive Aufgaben aus. Kapitel 5 der Verfassung beschäftigt sich mit dem Status und den Kompetenzen des Staatsoberhaupts.
Folgende Zuständigkeitsbereiche und Aufgaben werden in der Verfassung genannt:
- Repräsentation der Republik Kosovo nach innen und nach außen
- Gewährleistung des konstitutionellen Funktionierens der von der Verfassung bestimmten Institutionen
- Ankündigung von Wahlen zum Parlament der Republik Kosovo und Einberufung desselbigen
- Erlass von Dekreten in Übereinstimmung mit der Verfassung
- Veröffentlichung der vom Parlament genehmigten Gesetze
- Recht zur Rückführung verabschiedeter Gesetze zur Nachprüfung (einmalig pro Gesetz)
- Unterzeichnung von internationalen Vereinbarungen in Übereinstimmung mit der Verfassung
- Vorschlagen von Änderungen der Verfassung
- Weiterleitung von Verfassungsfragen an das Verfassungsgericht
- Führung der Außenpolitik des Landes
- Empfang von Beglaubigungsschreiben von in der Republik Kosovo akkreditierten diplomatischen Missionen
- Oberbefehlshaber der Sicherheitskräfte des Kosovo
- Leitung des Beratungsausschusses der Gemeinschaften
- Ernennung eines – von der Partei oder Koalition mit der Parlamentsmehrheit vorgeschlagenen – Kandidaten zum Ministerpräsidenten für die Schaffung einer Regierung
- Ernennung und Entlassung des Präsidenten des obersten Gerichtshofes auf Vorschlag des Justizrates
- Ernennung und Entlassung der Richter der Republik Kosovo auf Vorschlag des Justizrates
- Ernennung und Entlassung des Staatsanwaltes der Republik Kosovo auf Vorschlag des Anwälterates
- Ernennung der Verfassungsrichter auf Vorschlag des Parlaments
- Ernennung des militärischen Befehlshabers der Sicherheitskräfte des Kosovo auf Vorschlag der Regierung
- Gemeinsame Ernennung mit dem Ministerpräsidenten des Leiters, stellvertretenden Leiters und Generalinspektors der Geheimdienstagentur des Kosovo
- Gemeinsames Entscheidungsrecht mit dem Ministerpräsidenten zur Verhängung des Ausnahmezustands über das Land
- Einberufungsrecht des Sicherheitsrats des Kosovo während eines Ausnahmezustandes
- Entscheidungsrecht zur Schaffung von diplomatischen und konsularischen Missionen mit Absprache des Ministerpräsidenten
- Ernennung und Entlassung von diplomatischen Missionen der Republik Kosovo auf Vorschlag des Parlaments
- Ernennung des Präsidenten der Zentralen Wahlkommission
- Ernennung des Gouverneurs (Geschäftsführers) und der Mitglieder des Führungsrates der Zentralbank des Kosovo
- Verleihung von Medaillen, Dankbarkeitstiteln und Preisen in Übereinstimmung mit dem Gesetz
- Verleihung von individuellen Straferlassen in Übereinstimmung mit dem Gesetz
- Abhaltung von Reden im Parlament mindestens einmal im Jahr

## Bisherige Präsidenten
| Name                        | Amtsantritt        | Amtsaustritt       | Partei      | Grund für vorläufiges Ende der Amtszeit |
| --------------------------- | ------------------ | ------------------ | ----------- | --- |
| Ibrahim Rugova              | 24. Mai 1992       | 1. Februar 2000    | LDK         | |
|                             |                    |                    |             | |
| Ibrahim Rugova              | 4. März 2002       | 21. Januar 2006    | LDK         | Tod |
| Nexhat Daci (ad interim)    | 21. Januar 2006    | 10. Februar 2006   | LDK         | |
| Fatmir Sejdiu               | 10. Februar 2006   | 27. September 2010 | LDK         | Fatmir Sejdiu trat zurück, da das Verfassungsgericht der Republik Kosovo entschied, dass der Präsident nicht gleichzeitig Parteivorsitzender sein dürfe. Sejdiu hatte dieses Parteiamt nur ruhen gelassen. |
| Jakup Krasniqi (ad interim) | 27. September 2010 | 22. Februar 2011   | PDK         | |
| Behgjet Pacolli             | 22. Februar 2011   | 30. März 2011      | AKR         | Am 28. März 2011 entschied das Verfassungsgericht, dass die Wahl des umstrittenen Pacolli zum Präsidenten verfassungswidrig war; es ging auf ein Frageschreiben der politischen Opposition ein.            |
| Jakup Krasniqi (ad interim) | 30. März 2011      | 7. April 2011      | PDK         | |
| Atifete Jahjaga             | 7. April 2011      | 7. April 2016      | unabhängig  | |
| Hashim Thaçi                | 7. April 2016      | 5. November 2020   | ehemals PDK | Rücktritt nach Zulassung einer Anklage wegen Kriegsverbrechen und Verbrechen gegen die Menschlichkeit beim KSC & SPO                                                                                       |
| Vjosa Osmani (ad interim)   | 5. November 2020   | 22. März 2021      | Guxo        | |
| Glauk Konjufca (ad interim) | 22. März 2021      | 4. April 2021      | LVV         | |
| Vjosa Osmani                | 4. April 2021      | amtierend          | Guxo        | |